# Osoje
Osoje (nemško Ossiach) je zdraviliško naselje ob Osojskem jezeru z okoli 600 prebivalci na nadmorski višini 496 mnm. Kraj leži ob cesti Trg - Beljak na Koroškem v Avstriji.
V kraju je v hotel spremenjen bivši benediktinski samostan. Samostan zgrajen leta 1024 je bil najstarejši samostan na Koroškem. Svojemu namenu je služil do 1783. Prvotno baziliko so Turki 1484 požgali. Samostan je bil obnovljen in utrjen okoli leta 1500. Ponovno je bil prezidan v letih 1734 do 1744. Ob cerkvi naj bi bil po legendi grob poljskega kralja Boleslava II. imenovanega Mutec Osojski.